# A doua invazie mongolă în Polonia
A doua invazie mongolă în Polonia a fost condusă de generalul Boroldai (Burundai/Berindei) în 1259-1260. În timpul acestei invazii au fost jefuite pentru a doua oară Sandomierz, Cracovia, Lublin, Zawichost și Bytom.
A doua invazie mongolă în Polonia a avut loc în iarna 1259-1260. Conducătorul Hoardei de Aur, Berke Han, succesorul lui Batu Han , preocupat de răscoala Prințului Galiției Daniel al Galiției, care nu a vrut să mai plătească bir tătarilor și de atacurile acestuia împotriva Hoardei de Aur, a trimis împotriva lui o armată puternică, sub comanda lui Boroldai sau Berindei  Prințul Daniel a fost bătut și a fost silit să se supună lui Berindei și împreună cu prințul Vladimirului Wasylkiem în 1258 a luat parte la campania împotriva Lituaniei și a Ruteniei Negre. Pentru a slăbi și mai mult poziția prințului Daniel, mongolii au decis să elimine sau să slăbească potențialii săi aliați. Printre aceștia mongolii au inclus pe regele maghiar Bela al IV-lea și pe Ducele de Cracovia Bolesław al V-lea.